# Kiss You
«Kiss You» —en español: «Besarte»— es una canción de género pop interpretada por la boy band británica-irlandesa One Direction, perteneciente a su segundo álbum de estudio Take Me Home, de 2012. Fue compuesta por Carl Falk, Rami Yacoub, Kristoffer Fogelmark, Kristian Lundin, Albin Nedler y Savan Kotecha, y producida por los dos primeros.
Los críticos musicales señalaron que es una de las mejores canciones de Take Me Home. Comercialmente, logró un éxito medio en el Reino Unido, Irlanda, Australia, Nueva Zelanda y Escocia, mientras que en el resto del mundo tuvo un recibimiento negativo. Para promocionarlo, One Direction la interpretó en repetidas ocasiones y además lanzaron un videoclip dirigido por Vaughan Arnell el 6 de enero de 2013.

## Antecedentes y descripción
El 9 de noviembre de 2012, en medio de la promoción de Take Me Home, Niall Horan anunció que «Kiss You» sería el tercer sencillo del disco y que se lanzaría el 16 de noviembre en iTunes. En una entrevista con MTV News, Liam Payne explicó que fue la primera pista que escucharon del álbum, y que realmente les gustó: «Sí, amamos esta canción [...] Tiene un lugar especial en nuestros corazones». De acuerdo con Zayn Malik, es su favorita de Take Me Home. «Kiss You» es una canción de género pop y power pop con influencias del dance pop y el teen pop compuesta por los Kristoffer Fogelmark, Kristian Lundin, Albin Nedler, Carl Falk, Rami Yacoub y Savan Kotecha.
Líricamente, expresa que hay que vivir el momento y ceder en un romance. Su instrumentación se basa simplemente en un piano y una guitarra. Además, contiene una serie de sonidos electrónicos y un «na na na» intermedio con melodía Motown. De acuerdo con la partitura publicada por Kobalt Music Publishing America, Inc. en el sitio web Musicnotes, tiene un tempo moderato de 90 pulsaciones por minuto y está compuesta en la tonalidad de mi mayor. El registro vocal de los miembros del quinteto se extiende desde la nota mi mayor hasta la do mayor. El 19 de diciembre de 2012, publicaron el audio oficial en su cuenta de VEVO en YouTube.

## Recepción

### Comentarios de la crítica
«Kiss You» recibió buenos comentarios por parte de los críticos musicales. El escritor Chris Payne de la revista Billboard expresó que es la canción más pegadiza de Take Me Home. Por su parte, Robert Copsey de Digital Spy habló positivamente de su ritmo y estribillo, y además le otorgó cuatro estrellas de cinco. Adam Markovitz de Entertainment Weekly dijo que es una de las más pegadizas de Take Me Home, junto con «Heart Attack». El escritor Alexis Petridis de The Guardian expresó que su estribillo es «difícil de desalojar del cerebro».
Joe Cage de Examiner.com escribió que «es bastante rápida con un buen tambor y una guitarra rítmica [...] Tiene un gran potencial único, así que no se sorprenda si la escucha en la radio algún día». Sam Lansky de Idolator.com dijo que se destaca entre las demás canciones de Take Me Home. Lizzie Cox de Sugarscape la describió como «optimista y fresca». Igualmente, Leah Collins de O.Canada señaló que es una de las mejores pistas del disco.

### Recibimiento comercial
«Kiss You» contó con una recepción moderada en comparación con los dos lanzamientos previos de One Direction, «Live While We're Young» y «Little Things». En el Reino Unido, alcanzó el noveno puesto del UK Singles Chart, el más bajo logrado por un sencillo del quinteto, empatado con «One Thing». En Irlanda, se ubicó en el número siete durante la semana del 17 de enero de 2013. En Escocia, logró la séptima posición. En Dinamarca debutó directamente en el puesto veinticuatro, su más alto obtenido allí. En los Países Bajos y la Región Flamenca de Bélgica alcanzó la trigésima posición, mientras que en la Región Valona de este último la treinta y tres.
Por otra parte, en Alemania, Austria, Francia, Suecia y Suiza también ingresó en sus respectivas listas, pero tuvo puestos relativamente bajos. A diferencia de Europa, su éxito fue más positivo en parte de Oceanía. Al igual que en Dinamarca, en Australia debutó directamente en su posición más alta, la trece. La ARIA lo certificó con un disco de platino por haber vendido 70 000 copias en el país. Lo mismo ocurrió en la isla de Nueva Zelanda, la canción logró el decimotercer puesto y además recibió un disco de oro por parte de la RIANZ por despachar 15 000 ejemplares. Según Last.fm «Kiss You» es la canción más escuchada del grupo con 13 139 entradas.

## Promoción

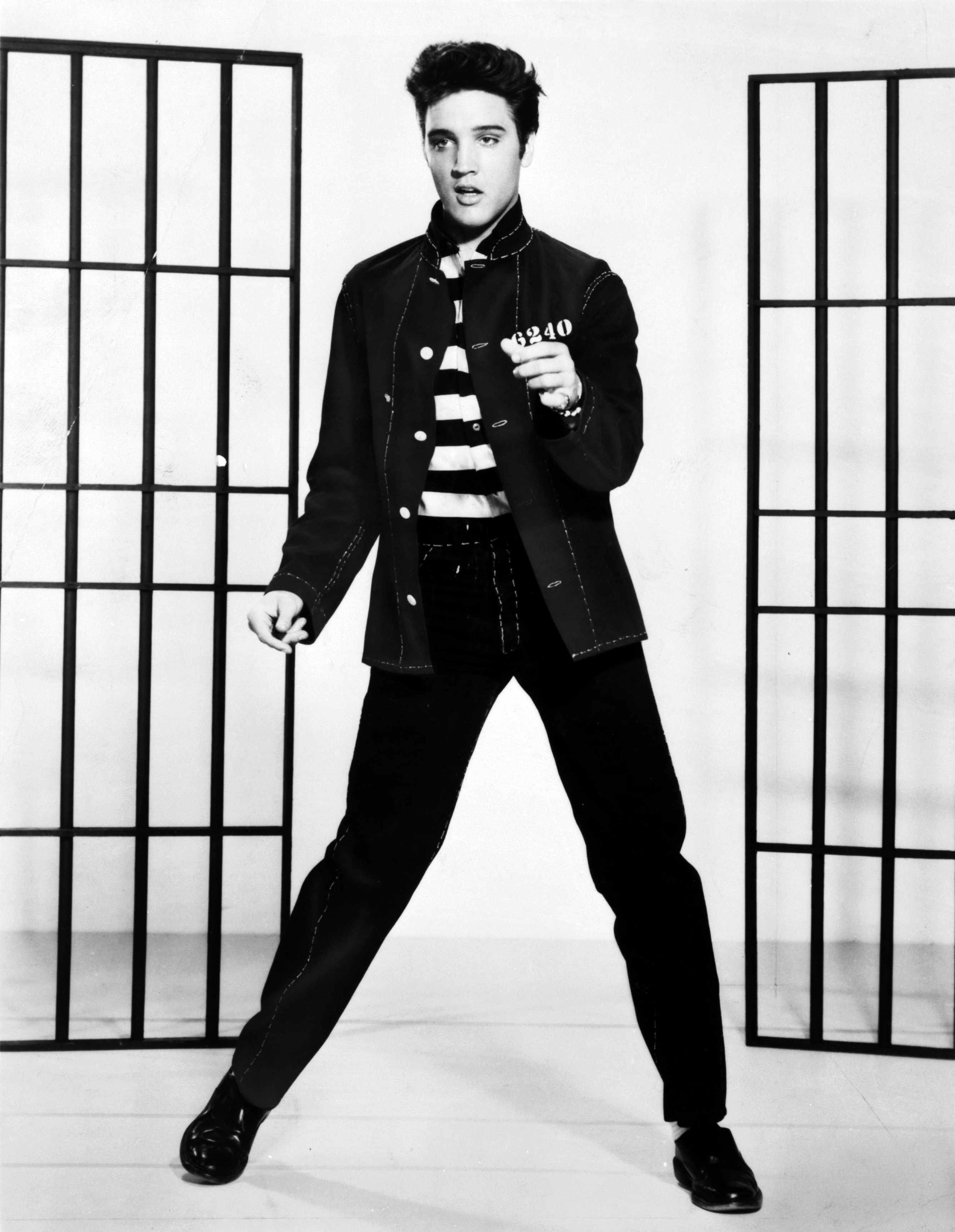
El vídeo musical de la canción hace referencia en una de sus escenas a «El rock de la cárcel» de Elvis Presley.

### Vídeo musical
En una entrevista con MTV News el 16 de noviembre de 2012, el quinteto afirmó que el vídeo musical de «Kiss You» ya había sido filmado, y que su director era Vaughan Arnell, quien anteriormente también dirigió los videoclips de «Live While We're Young» y «Little Things». Al respecto, Niall Horan dijo que: «Amo trabajar Vaughan. Es un buen tipo». También comentó que «es muy fácil trabajar con él». En cuanto a su trama, Zayn Malik explicó que: «Creo que todo el concepto detrás de este vídeo es más grande que cualquier cosa que hayamos hecho antes [...] Es realmente gracioso. Solo nos estamos divirtiendo». Previo a su lanzamiento oficial, un grupo de seguidoras ganadoras de un concurso realizado por el grupo pudieron ver el vídeo de forma exclusiva. Por su parte, Louis Tomlinson lo describió como «pura estupidez» y Liam Payne dijo que tiene «un montón de diversión». Desde el 2 hasta el 6 de enero de 2013, One Direction empezó a subir adelantos para comenzar una cuenta regresiva de su lanzamiento. Finalmente, al día siguiente de publicarse el último adelanto, estrenaron el videoclip.
El vídeo comienza con un conteo regresivo similar a los mostrados en las antiguas películas cinematográficas. Al iniciar la canción, se muestran las palabras «Kiss You» y debajo «A One Direction Production». La mayor parte del videoclip se desarrolla con los integrantes del quinteto realizando locuras en distintos escenarios, como el mar, una montaña nevada y una carretera. Además, se muestran varios cortes que revelan cómo se filmó el vídeo. Estas escenas son homenajes a los «ídolos adolescentes» de los años 60 como Elvis Presley o The Beach Boys. Todo acaba con One Direction mirando fijamente a la cámara y nuevamente las palabras «Kiss You» y «A One Direction Production». Desde su publicación en YouTube, ha recibido más de 160 millones de visitas en el sitio.

### Interpretaciones en vivo
El 13 de noviembre de 2012, el quinteto dio un concierto para el programa Today Show en el Rockefeller Center de Nueva York con una multitud de 15 000 personas, donde interpretaron «Kiss You» junto a «What Makes You Beautiful», «Live While We're Young» y «Little Things». El 30 de noviembre y el día posterior, realizaron dos conciertos en la Mohegan Sun Arena de Uncasville, Connecticut, donde interpretaron un total de dieciocho temas, entre estos, «Kiss You». El 3 de diciembre dieron un concierto igual en el Madison Square Garden. El 9 de diciembre la presentaron en la final de The X Factor. También la interpretaron en la final de la versión estadounidense de The X Factor el 20 de diciembre. Después, el 26 de enero de 2013, viajaron a Cannes, Francia, para presentar la canción. Tras su interpretación, la cual obtuvo elogios por parte de algunos medios que destacaron su energía y versatilidad, los seguidores franceses del grupo realizaron una conmoción en las diferentes redes sociales, por lo que el quinteto recibió además el premio al mejor momento digital. También ha sido interpretada en sus giras Take Me Home Tour y Where We Are Tour.

## Formato
- Descarga digital y sencillo en CD

| «Kiss You» — Sencillo |                 |          |  |
| N.º                   | Título          | Duración |  |
| 1.                    | «Kiss You»      | 3:08     |  |
| 2.                    | «Little Things» | 3:40     |  |

## Posicionamiento en listas

### Semanales
| Alemania          | German Singles Chart      | 69  |
| Australia         | Australian Singles Chart  | 13  |
| Austria           | Austrian Singles Chart    | 57  |
| Bélgica (Flandes) | Ultratop 50               | 30  |
| Bélgica (Valonia) | Ultratop 40               | 33  |
| Canadá            | Canadian Hot 100          | 30  |
| Dinamarca         | Danish Singles Chart      | 24  |
| Escocia           | Scottish Singles Chart    | 7   |
| Estados Unidos    | Billboard Hot 100         | 46  |
| Estados Unidos    | Pop Songs                 | 20  |
| Estados Unidos    | Digital Songs             | 38  |
| Francia           | French Singles Chart      | 36  |
| Irlanda           | Irish Singles Chart       | 7   |
| Japón             | Japan Hot 100             | 57  |
| México            | Mexico Airplay Chart      | 149 |
| Nueva Zelanda     | New Zealand Singles Chart | 13  |
| Países Bajos      | Single Top 100            | 30  |
| Reino Unido       | UK Singles Chart          | 9   |
| Suecia            | Swedish Singles Chart     | 50  |
| Suiza             | Swiss Singles Chart       | 45  |

### Certificaciones
| País           | Organismo certificador | Certificación | Unidades certificadas | Ref.   |
| -------------- | ---------------------- | ------------- | --------------------- | ------ |
| Australia      | ARIA                   | 2× Platino    | 140 000               | [ 31 ] |
| Canadá         | CRIA                   | 2× Platino    | 160 000               | [ 57 ] |
| Dinamarca      | IFPI — Dinamarca       | Platino       | 30 000                | [ 58 ] |
| Estados Unidos | RIAA                   | Oro           | 500 000               | [ 59 ] |
| Noruega        | IFPI — Noruega         | Platino       | 10 000                | [ 60 ] |
| Nueva Zelanda  | RIANZ                  | Oro           | 7500                  | [ 33 ] |
| Reino Unido    | BPI                    | Platino       | 600 000               | [ 61 ] |
| Suecia         | GLF                    | Oro           | 40 000                | [ 62 ] |
| Venezuela      | AVINPRO                | Oro           | 10 000                | [ 63 ] |